# Baguz
Baguz (en árabe: الباغوز فوقاني‎ الباغوز فوقاني), es una ciudad de Siria, situada al Distrito Abu Kamal  Deir ez-Zor. Según la Agencia Central de Estadísticas Siria (CBS), Al-Baghuz Fawqani tenía una población de 10,649 habitantes en el censo de 2004. Se hizo famosa porque en ella tuvo lugar la Batalla final de Al Baguz, último reducto del Daesh en Siria.

## Batalla de Baguz
Durante el curso de la guerra civil siria, el área de Baguz (incluyendo la ciudad vecina de Baguz at-Tahtani) permaneció bajo el control del Estado islámico de Irak y la organización ISIL. El área estaba administrada inicialmente por la Provincia ISIL del Euphrates, pero más tarde fue transferida al distrito al-Barakah.
Durante la ofensiva de Deir ez-Zor, la ciudad fue capturada a la organización ISIL por las Fuerzas Democráticas Sirias (FDS) el 23 de enero de 2019, dejando el ejército de ISIL completamente sitiado al norte de la ciudad de Al-Marashidah. Aun así, el día siguiente, el ISIL lanzó una serie de ataques suicidas para romper el asedio, permitiéndoles recapturar partes de la ciudad, con ataques aéreos dirigidos sobre las afueras de la ciudad por parte de la coalición internacional. El 7 de febrero de 2019, las tropas SDF capturaron Al-Marashidah y otras áreas próximas de ISIL, asediando completamente las tropas de ISIL en la ciudad de Baguz, último asentamiento bajo su control en el Levante.
El 9 de febrero de 2019, las Fuerzas Democráticas Sirias, con el apoyo de la Coalición CJTF-OIR, lanzó la ofensiva final para capturar Baguz y expurgar el último baluarte del territorio físico soportado por el Estado islámico, abriendo el ataque con un bombardeo masivo sobre las afueras de Huwayjat Khanafirah, seguido de unos enfrentamientos violentos que continuaron toda la noche hasta la madrugada, haciendo un uso importante de los visores telescópicos térmicos. La Coalición informó que había atacado una mezquita de Baguz el 11 de febrero, puesto que estaba siendo utilizada como centro de mando y control por parte del Estado Islámico.
El 28 de febrero, las Fuerzas Democráticas Sirias anunciaron el descubrimiento de una fosa común dentro de la ciudad que contendía cuerpos de hombres y mujeres, muchos de ellos decapitados, pensaron que podían ser esclavos Yazidi, iniciando una investigación para poder confirmar si eran Yazidis y miembros de Estado islámico. Un vídeo de "Furat FM" mostró la fosa común. El ejecutivo dijo que la mayoría de los cuerpos aparecieron con un tiro en la cabeza y que aparte de este hecho, se habían encontrado otras fosas comunes. El ataque final para liberar la ciudad se llevó a cabo el 1 de marzo.

### Asalto final
A las 6:00 a. m. local (1600 GMT), el 1 de marzo, tres semanas después del inicio del asalto a Baguz, el portavoz de las tropas SDF, Mustafa Bali, anunció que el enfrentamiento con ISIL había acabado y que las tropas FDS habían empezado a asaltar los caminos de ribera restantes, encima de una red de cuevas y túneles utilizados por los yihadistas arraigados. Bali esperaba una batalla "feroz", diciendo que las unidades SDF retomaron las operaciones por tierra después de la evacuación del último grupo de civiles dispuestos a abandonar la población y después de la liberación de los combatientes FDS capturados. Bali afirmó: "Las personas evacuadas hoy nos han dicho que los civiles que quedaban dentro eran los que no habían querido salir". Añadiendo que las unidades FDS avanzaban con cautela para evitar las minas terrestres IED y que los civiles que se fueran encontrando quedarían aislados, mientras las unidades siguiesen avanzando.